# Centory
Centory war ein deutsches Eurodance-Projekt, das von 1994 bis 1996 europaweit Erfolg hatte. Der größte Hit wurde die Debütsingle Point of No Return.

## Bandgeschichte
Im Zentrum von Centory stand der Rapper Turbo B, der durch seine Mitgliedschaft bei SNAP! bekannt wurde, als Sängerin stieß Lori Glori dazu. Gary Carolla, der auch einige Gesangsparts übernahm, Sven Kirschner und Alex Trime standen hinter dem Act.
Bereits die erste Single Point of No Return stieg in verschiedene europäische Hitparaden, in Deutschland und Österreich sogar in die Top 20. Mit Take It to the Limit und The Spirit setzte sich der Erfolg 1994 bzw. 1995 fort. Nachdem Eye in the Sky gerade noch eine untere Top-100-Platzierung in den deutschen Charts erzielt hatte, erreichte Girl You Know It’s True, eine von Trey D. gerappte Coverversion des Milli-Vanilli-Hits, die deutschen Top 50. Dieser Track war die einzige Veröffentlichung ohne Turbo B.
Ende 1996 war das Projekt Centory beendet.

## Mitglieder
- Turbo B. (Maurice Durron Butler, * 30. April 1967, Pittsburgh, Pennsylvania, Vereinigte Staaten) – Rapper
- Lori Glori aka Lori Hölzel (Lori Ham, * in San Francisco, Vereinigte Staaten) – Sängerin
- Gary Carolla (Gary John Carolla, * 1961 in Orlando, Florida, Vereinigte Staaten) – Sänger, Songautor, Produzent
- Sven Kirschner – Produzent, Songautor
- Alex Trime (Alexander Strasser-Hain) – Produzent, Songautor

## Diskografie

### Alben
- 1994: Alpha Centory

### Singles
- 1994: Point of No Return
- 1994: Take It to the Limit
- 1994: Merry, Merry X-Mas
- 1995: The Spirit
- 1995: Eye in the Sky
- 1996: Girl You Know It’s True (featuring Trey D.)